# Maurice Dupuis
Maurice Dupuis est un footballeur international français, né le 4 février 1914 à Franconville et mort le 23 septembre 1977 à Le Bois-Plage-en-Ré, ayant occupé le poste d'arrière.

## Clubs
- RC Paris : 1934 à 1940
- Toulouse FC : 1940 à 1941
- Paris-Capitale : 1943 à 1944
- RC Paris : 1944 à 1947

## Palmarès
- 9 sélections en équipe de France A, de 1937 à 1945 (mais ne participe pas à la coupe du monde 1938 en France)
- Champion de France en 1936 avec le RCP
- Coupe de France en 1936, 1939, 1940 et 1945 avec le RCP
- Coupe de France de zone Sud en 1941 avec le TFC
- Vice-champion de zone sud en 1941 (TFC)